# Деструкция полимеров

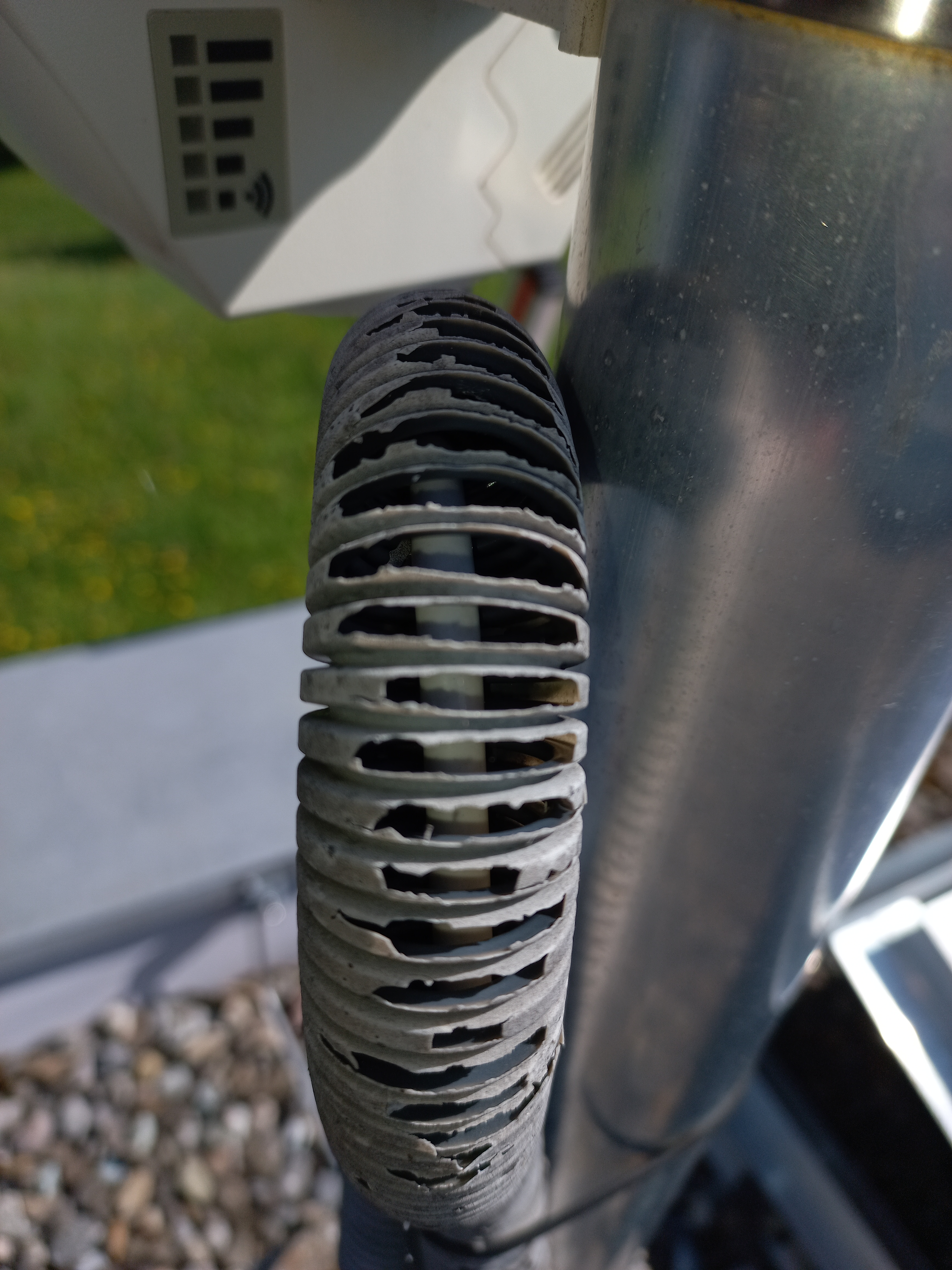
Трубка, повреждённая воздействием ультрафиолетового излучения

Деструкция полимеров (также деградация полимеров; англ. Polymer degradation) — разрушение (фрагментация) макромолекул при воздействии одного или нескольких из факторов окружающей среды — тепла, влаги, света, радиации, механических напряжений, химических (контакт с кислотами, щелочами и рядом солей), биологических и других факторов. Подобные процессы — часто называемые «старением» — обычно нежелательны, поскольку приводят к растрескиванию полимерных изделий; реже они желательны, поскольку важны для биодеградации материалов или при искусственном снижении молекулярной массы полимера перед его повторным использованием.